# Philentoma
Philentoma és un gènere d'ocells de la família dels vàngids (Vangidae). Agrupa dues espècies del continent asiàtic. Tradicionalment, van pertànyer a la família Malaconotidae, posteriorment van ser classificats transitòriament en la família Tephrodornithidae, però finalment han estat traslladats a la família Vangidae.

## Taxonomia
Segons la Classificació del Congrés Ornitològic Internacional (versió 15.1, 2025) aquest gènere està format per dues espècies:
- filentoma ala-rogenca (Philentoma pyrhoptera).
- filentoma pitbruna (Philentoma velata).